# Józef Gąsienica Sobczak
Józef Gąsienica Sobczak (* 9. Juli 1934 in Kościelisko) ist ein früherer polnischer Skilangläufer und Biathlet, der an vier Olympischen Winterspielen teilnahm.
Józef Gąsienica Sobczak startete für Legia Zakopane. Er nahm 1956 in Cortina d’Ampezzo erstmals im Skilanglauf an Olympischen Winterspielen teil und belegte die Plätze 44 über 15 Kilometer und neun mit Józef Rubiś, Tadeusz Kwapień und Andrzej Mateja im Staffelrennen. 1960 trat er in Squaw Valley über 30 Kilometer an und wurde 34. Danach wechselte Gąsienica Sobczak zum Biathlonsport. Schon bei den nächsten Olympischen Spielen in Innsbruck trat er in seinem neuen Sport an und wurde 20. des Einzels. Bei der Biathlon-Weltmeisterschaft 1965 in Elverum gewann der Pole mit der Staffel seines Landes zu der neben ihm noch Stanisław Szczepaniak und Rubiś gehörten, hinter den Staffeln aus Norwegen und der Sowjetunion die Bronzemedaille im letztmals inoffiziellen Wettbewerb. Im Einzel wurde er zudem Sechster. Ein Jahr darauf gewann Gąsienica Sobczak in Garmisch-Partenkirchen hinter Jon Istad und vor Wladimir Gundarzew die Silbermedaille im Einzel sowie Silber hinter Norwegen mit Szczepaniak, Rubiś und Stanisław Łukaszczyk im Staffelrennen. Letztes Großereignis wurden seine vierten Olympischen Spiele in Grenoble, wo Gąsienica Sobczak im Einzel an den Start ging, das Rennen aber nicht beendete.